# Chance (Stochastik)
Eine Chance (englisch Odds) stellt in der Wahrscheinlichkeitstheorie und Statistik eine Möglichkeit dar, Wahrscheinlichkeiten anzugeben. Mathematisch berechnen sich Chancen so
{\displaystyle R(A)={\frac {\mathbb {P} (A)}{1-\mathbb {P} (A)}}}
Dabei ist  {\displaystyle R(A)} der Wert der Chance und {\displaystyle \mathbb {P} (A)} die Wahrscheinlichkeit, dass das Ereignis {\displaystyle A} eintritt. Die Funktion {\displaystyle R} nennt man Chancen-Funktion (oder auch Odds-Funktion genannt). Die Chance ist also der Quotient der Wahrscheinlichkeit, dass ein Ereignis eintritt, und der Wahrscheinlichkeit, dass es nicht eintritt (Gegenwahrscheinlichkeit).
Man spricht von einer 1:1-Chance, dass bei einem Münzwurf „Kopf“/„Zahl“ erscheint oder von einer 1:5-Chance, dass eine 6 beim Würfeln erscheint.
Ist der Wert einer Chance eins, dann ist dies mit einer 50:50-Chance identisch. Werte größer als eins drücken aus, dass die Wahrscheinlichkeit im Zähler den größeren Wert aufweist, während Werte kleiner eins bedeuten, dass diejenige im Nenner größer ist.
Kennt man die Wahrscheinlichkeiten, so kennt man also die Chancen und umgekehrt,
{\displaystyle \mathbb {P} (A)={R(A) \over {1+R(A)}}\,,}
sodass die Einführung von Chancen in gewisser Weise überflüssig erscheint. Aber auch in der Wahrscheinlichkeitstheorie gibt es Probleme, bei deren Lösung Chancen eine wichtigere und natürlichere Rolle spielen als die Wahrscheinlichkeiten selbst, wie zum Beispiel bei der gerichtlichen Wertung von Indizien, siehe bayessche Inferenz, oder in der Odds-Strategie zur Berechnung optimaler Entscheidungsstrategien.
In der Statistik verwendet man das sogenannte Chancenverhältnis, um den Unterschied zweier Chancen zu bewerten und damit Aussagen über die Stärke von Zusammenhängen zu machen. Bei einem Chancenverhältnis geht allerdings die eindeutige Beziehung zwischen Chancen und Wahrscheinlichkeiten verloren.

## Wetten
Im Zusammenhang mit Wetten, insbesondere mit Sportwetten, wird der englische Begriff Chancen oft mit Wett-, Sieg- oder Gewinnquote oder kurz Quote übersetzt. Chancen stellen seit langem die übliche Weise von Buchmachern dar, Wahrscheinlichkeiten anzugeben. Davon leitet sich auch die Bezeichnung der deutschen Sportwette Oddset ab. Die Darstellung der Chancen im Wettgeschäft variiert je nach Standort (siehe auch Artikel Gewinnquote)
Beispiel 1Betrachtet man ein Ereignis mit der Eintrittswahrscheinlichkeit von 1 aus 5 (also 0,2 oder 20 %), dann sind die Chancen 0,2/(1−0,2) = 0,2/0,8 = 0,25. Bei Einsatz von 0,25 in einer fairen Wette und Eintritt des Ereignisses beträgt der Gewinn 1; bei einem Einsatz von 1 beträgt der Gewinn somit 4, außerdem wird der Einsatz von 1 zurückgezahlt. Ein Buchmacher in Kontinentaleuropa gibt hierfür 5,0 an. Der zurückzuzahlende Einsatz von 1 ist hier bereits in der Auszahlung enthalten, man nennt dies auch die Bruttoquote. Ein britischer Buchmacher schreibt 4 zu 1 gegen (oder 4/1), da der Reingewinn ja nur das Vierfache des Einsatzes beträgt, britische Buchmacher geben grundsätzlich die Nettoquoten an (zumeist in Bruchdarstellung), ein amerikanischer Buchmacher gibt mit +400 den Gewinn aus einem Einsatz von 100 an.
Beispiel 2Beträgt dagegen die Eintrittswahrscheinlichkeit eines Ereignisses 4 aus 5 (also 0,8 oder 80 %), dann sind die Chancen 0,8/(1−0,8) = 4.  Bei Einsatz von 4 in einer fairen Wette und Eintritt des Ereignisses beträgt der Gewinn 1, dazu wird der Einsatz von 4 zurückgezahlt. Ein Buchmacher in Kontinentaleuropa gibt hierfür 1,25 an, der Einsatz ist hier in der Auszahlung bereits enthalten. Ein britischer Buchmacher schreibt 4 zu 1 für (oder 1/4), ein amerikanischer Buchmacher gibt mit −400 den notwendigen Einsatz an, um 100 Gewinn zu erzielen.
In der obigen Berechnung wird davon ausgegangen, dass die Verteilung der Wetteinsätze den tatsächlichen Wahrscheinlichkeiten entspricht. In Wirklichkeit versucht der Buchmacher aber eher, das Wettverhalten vorauszusagen, weil er, wenn er das richtig voraussagt, auf jeden Fall die vorher festgelegte Buchmacher-Marge kassiert und somit unnötiges Risiko vermeidet. Statt der Wahrscheinlichkeit für ein Ereignis verwendet er daher die wahrscheinlichen Wetteinsätze auf dieses Ereignis, um die Quote zu berechnen.